# فرودگاه شپرتن
فرودگاه شپرتن (به انگلیسی: Shepparton Airport) یک فرودگاه همگانی با کد یاتا SHT است که یک باند فرود شن دارد و طول باند آن ۴۲۳ متر است. این فرودگاه در کشور کانادا قرار دارد و در ارتفاع ۱۱۴ متری از سطح دریا واقع شده است.